# 1137
1137 (MCXXXVII) fue un año común comenzado en viernes del calendario juliano.

## Acontecimientos
- Ramón Berenguer IV, conde de Barcelona sucede a Ramiro II de Aragón en el ejercicio de la potestas regia a título de princeps aragonensis.
- Suben al trono de Francia Luis VII y Leonor de Aquitania.
- El reino de Aragón y los condados de Barcelona se unen dinásticamente. Se crea la Corona de Aragón.

## Nacimientos
- Fernando II de León, rey de León. Hijo de Alfonso VII el Emperador, rey de Castilla y León, y de Berenguela de Barcelona. Fue sucedido por su hijo, Alfonso IX de León.

## Fallecimientos
- Gregorio VIII, Antipapa.
- Luis VI de Francia, rey de Francia.
- Ponce de Trípoli, conde de Trípoli.
- Lotario III, rey del Sacro Imperio Romano Germánico.